# Liste der Kulturdenkmale in Diesdorf (Magdeburg)
In der Liste der Kulturdenkmale in Diesdorf sind alle Kulturdenkmale des zur Stadt Magdeburg gehörenden Stadtteils Diesdorf aufgelistet. Grundlage ist das Denkmalverzeichnis des Landes Sachsen-Anhalt, das auf Basis des Denkmalschutzgesetzes vom 21. Oktober 1991 erstellt und seither laufend ergänzt wurde (Stand: 31. Dezember 2024).

## Denkmale
| Lage                                              | Bezeichnung                             | Beschreibung | Erfassungs- nummer | Ausweisungsart | Bild                                    |
| ------------------------------------------------- | --------------------------------------- | --- | ------------------ | -------------- | --------------------------------------- |
| Alt Diesdorf 1, 5, 44–48 (Karte)                  | Anger                                   | Anger weitläufiger baumbestandenen Anger mit Dreiseitgehöften des 18. und 19. Jahrhunderts | 094 82511          | Baudenkmal     | Anger                                   |
| Alt Diesdorf 1 (Karte)                            | Bauernhof                               | Bauernhof Der Bauernhof ist ein großes Dreiseitgehöft mit gründerzeitlichen Wohn- und Wirtschaftsgebäuden, das Wohnhaus stammt von 1856, die Scheune von 1918. Das Wohnhaus ist ein traufständiges, zweigeschossiges Wohnhaus mit einem Satteldach. Die Fassade wurde im Stil der Gründerzeit später gestaltet. Die Scheune auf dem Hof ist teilweise aus Fachwerk errichtet, die Fassade ist mit Lisenen gegliedert. Der Hof ist ein Beispiel der landwirtschaftlichen Bauten der zweiten Hälfte des 19. Jahrhunderts. | 094 82512          | Baudenkmal     | Bauernhof                               |
| Alt Diesdorf 5 (Karte)                            | Wohnhaus                                | Wohnhaus Es ist ein schlichter zweigeschossiger Putzbau mit einem Satteldach. Nördlich befindet sich ein Wirtschaftsgebäude mit Fachwerkobergeschoss, beides errichtet etwa in der ersten Hälfte des 19. Jahrhunderts erbaut. | 094 82514          | Baudenkmal     | Wohnhaus                                |
| Alt Diesdorf 6 (Karte)                            | Wohnhaus                                | Wohnhaus Es ist ein kleiner, zweigeschossiges Fachwerkbau mit steilem Satteldach. Das Obergeschoss ist in Fachwerk ausgeführt, erbaut wurde das Haus Ende 18., Anfang des 19. Jahrhunderts. | 094 82515          | Baudenkmal     | Wohnhaus                                |
| Alt Diesdorf 8 (Karte)                            | Wohnhaus                                | zweigeschossiger Putzbau mit Satteldach, barockisierender Fassadendekor mit Lisenen, 1868 errichtet | 094 82516          | Baudenkmal     | Wohnhaus                                |
| Alt Diesdorf 9 (Karte)                            | Bauernhof                               | Vierseithofanlage und eine der größten Hofstellen in der Ortslage, Wohnhaus von 1839 mit später gestaltetem barockisierendem Fassadendekor | 094 82517          | Baudenkmal     | Bauernhof                               |
| Alt Diesdorf 13 (Karte)                           | Wohn- und Geschäftshaus Alt Diesdorf 13 | Wohn- und Geschäftshaus Ziegelbau mit Flachdach und barockisierendem Fassadendekor im Neobarock, Hausecke mit Erker auf korinthischen Säulen, erbaut 1908 | 094 82520          | Baudenkmal     | Wohn- und Geschäftshaus Alt Diesdorf 13 |
| Alt Diesdorf 16 (Karte)                           | Bauernhof                               | Bauernhof zweigeschossiger Putzbau in Massivbauweise, Satteldach, Fassade mit Lisenengliederung und profilierten Fensterfaschen, als eines der ältesten Diesdorfer Wohnhäuser 1750 errichtet | 094 82521          | Baudenkmal     | Bauernhof                               |
| Alt Diesdorf 21 (Karte)                           | Bauernhof                               | Bauernhof zweistöckiges Wohnhaus mit einfachem Eckstreben-Fachwerk, fast unveränderter historische Baugestalt, errichtet Ende 18. / Anfang 19. Jahrhundert | 094 82522          | Baudenkmal     | Bauernhof                               |
| Alt Diesdorf 31 (Karte)                           | Bauernhof                               | zweigeschossiges Wohnhaus, Erdgeschoss massiv, Obergeschoss Fachwerk, nahezu unverändert seit Erbauung 1844 | 094 82524          | Baudenkmal     | Bauernhof                               |
| Alt Diesdorf 38 (Karte)                           | Bauernhof                               | zweigeschossiger Putzbau in Massivbauweise mit Satteldach, 1833 gebaut, Fassadengestaltung 20. Jahrhundert | 094 82525          | Baudenkmal     | Bauernhof                               |
| Alt Diesdorf 39 (Karte)                           | Bauernhof                               | Bauernhof stattlicher eineinhalbgeschossiger Ziegelbau mit Satteldach und aufwendige angeputzter Fassadengliederung im Stil der Neorenaissance, erbaut 1886 für den Gutsbesitzer Albrecht Schulze | 094 82526          | Baudenkmal     | Bauernhof                               |
| Alt Diesdorf 41 (Karte)                           | Bauernhof Alt Diesdorf 41               | Bauernhof zweigeschossiges verputztes Wohnhaus mit gründerzeitlicher Putzfassade, erbaut im zweiten Viertel 19. Jahrhundert | 094 82527          | Baudenkmal     | Bauernhof Alt Diesdorf 41               |
| Alt Diesdorf 41, Am Denkmal 1, 2, 3, 4, 5 (Karte) | Platz Am Denkmal                        | Platz von Gebäuden und Höfen aus dem 19. Jahrhundert umstandener Platz im Zentrum von Diesdorf | 094 82534          | Denkmalbereich | Weitere Bilder                          |
| Alt Diesdorf 43 (Karte)                           | Wohn- und Geschäftshaus                 | Wohn- und Geschäftshaus zweigeschossiger Ziegelbau mit Satteldach, Fassadengliederung im Neorenaissance-Stil, erbaut im späten 19. Jahrhundert | 094 82528          | Baudenkmal     | Wohn- und Geschäftshaus                 |
| Alt Diesdorf 44, 44a (Karte)                      | Bauernhof                               | Bauernhof zweigeschossiger Putzbau mit Halbwalmdach, klassizistische Fassadengliederung, errichtet im zweiten Drittel des 19. Jahrhunderts | 094 82529          | Baudenkmal     | Bauernhof                               |
| Alt Diesdorf 45 (Karte)                           | Wohnhaus                                | großbäuerliches Wohnhaus, als zweigeschossiger Putzbau mit Krüppelwalmdach erbaut 1842, Fassade mit spätklassizistischem Stuckdekor | 094 82530          | Baudenkmal     | Wohnhaus                                |
| Alt Diesdorf 46 (Karte)                           | Wohnhaus                                | zweigeschossige bäuerliches Wohnhaus mit Satteldach, Obergeschoss als Fachwerk mit Streben, große regionstypische Tordurchfahrt, erbaut Ende 18. / Anfang 19. Jahrhundert | 094 82531          | Baudenkmal     | Wohnhaus                                |
| Alt Diesdorf 47 (Karte)                           | Bauernhof                               | Dreiseithof mit stattlichem zweigeschossigem Wohnhaus, Fachwerk im Obergeschoss und Satteldach, große Tordurchfahrt wie bei den Nachbargrundstücken, Ende 18. / Anfang 19. Jahrhundert erbaut | 094 82532          | Baudenkmal     | Bauernhof                               |
| Alt Diesdorf 48 (Karte)                           | Bauernhof                               | Bauernhof gründerzeitliches Wohnhaus mit Satteldach und spätklassizistischer Fassade, errichtet im dritten Drittel des 19. Jahrhunderts | 094 82533          | Baudenkmal     | Bauernhof                               |
| Am Denkmal 4 (Karte)                              | Wohnhaus                                | Wohnhaus Das Haus wurde zum Ende des 18. oder Anfang des 19. Jahrhunderts erbaut. Es ist ein giebelständiges Haus mit zwei Geschossen und einem Satteldach. Die Fassade wurde Anfang des 20. Jahrhunderts hinzugefügt, sie zeigt Elemente des Jugendstils. | 094 82536          | Baudenkmal     | Wohnhaus                                |
| Am Denkmal 5 (Karte)                              | Gedenkstein                             | Gedenkstein Das Denkmal wurde zum Gedenken an die im Ersten Weltkrieg gefallenen Mitglieder des Diesdorfer Turnvereins Hoffnung nach 1918 errichtet. Es besteht aus einer großen grabsteinartigen Steinplatte, darauf befinden sich die Namen der Gefallenen. Um das Denkmal befindet sich ein Einfriedung. | 094 06301          | Baudenkmal     | Gedenkstein                             |
| Am Denkmal 5 (Karte)                              | St. Eustachius und Agathe (Magdeburg)   | Kirche Saalbau mit dreiseitigem Chor, rechteckiger romanischer Kirchsaal mit querrechteckigem Westturm, datiert 12./13. Jahrhundert | 094 06301          | Baudenkmal     | Weitere Bilder                          |
| Am Denkmal 5 (Karte)                              | Pfarrhaus Diesdorf                      | Pfarrhaus eingeschossiger Backsteinbau aus der Zeit um 1860 | 094 82537          | Baudenkmal     | Weitere Bilder                          |
| Am Denkmal (Karte)                                | Kriegerdenkmal Diesdorf                 | Kriegerdenkmal Denkmal mit großem Obelisken auf hohem Sockel für die Gefallenen der Kriege 1866, 1870/1871 und 1914–1918, errichtet 1902, im Jahr 1934 ergänzt | 094 82535          | Baudenkmal     | Kriegerdenkmal Diesdorf                 |
| Diesdorfer Graseweg 6 (Karte)                     | Transformatorenstation Diesdorf         | Gerätehaus mit angefügtem Beamtenwohnhaus, letzteres im Heimatstil, beides als Klinkerbau um 1925 errichtet | 094 71124          | Baudenkmal     | Transformatorenstation Diesdorf         |
| Hannoversche Straße 7 (Karte)                     | Villa                                   | neobarocke, überwiegend eingeschossige Villa mit Ziegel-Putz-Fassaden und flachem Mansarddach, Architekt Alf Hurum, Bauherr Friedrich Lütge, straßenseitig zwei Risalite mit vorgeblendeten Erkern, südseitig ein gleicher Risalit, errichtet 1895 | 094 82539          | Baudenkmal     | Villa                                   |
| Hemsdorfer Straße 14 (Karte)                      | Bauernhof                               | Dreiseithof, seit napoleonischer Zeit als Freigut Diesdorf bekannt, villenartiges Wohnhaus als Putzbau im spätklassizistischen Stil der Hellenischen Renaissance, errichtet Mitte bis drittes Viertel des 19. Jahrhunderts | 094 82540          | Baudenkmal     | Bauernhof                               |
| Kreipestraße 1 (Karte)                            | Bauernhof                               | Vierseithofanlage mit straßenseitigem zweigeschossigem Wohnhaus, stattlicher Putzbau mit Krüppelwalmdach und barock profilierten Fenstergewänden, erbaut wahrscheinlich im 18. Jahrhundert | 094 82541          | Baudenkmal     | Bauernhof                               |
| Schnarsleber Straße 1 (Karte)                     | Wohnhaus                                | zweigeschossiger Putzbau mit Krüppelwalmdach und siebenachsiger neoklassizistischer Fassade, errichtet Mitte des 19. Jahrhunderts | 094 82542          | Baudenkmal     | Wohnhaus                                |

## Ehemalige Denkmale
Die nachfolgenden Objekte waren ursprünglich ebenfalls denkmalgeschützt oder wurden in der Literatur als Kulturdenkmale geführt. Die Denkmale bestehen heute jedoch nicht mehr, ihre Unterschutzstellung wurde aufgehoben oder sie werden nicht mehr als Denkmale betrachtet.
| Lage                                                    | Bezeichnung            | Beschreibung | Erfassungs- nummer | Ausweisungsart | Bild                   |
| ------------------------------------------------------- | ---------------------- | --- | ------------------ | -------------- | ---------------------- |
| Alt Diesdorf 10 (Karte)                                 | Wohnhaus               | Wohnhaus nicht mehr vorhanden, wird zumindest seit 2009 nicht mehr als Denkmal geführt | 094 82518          |                | BW                     |
| Diesdorfer Graseweg / Ecke Hohendodelebener Weg (Karte) | Wegweiser              | Wegweiser nicht mehr vorhanden, wird zumindest seit 2009 nicht mehr als Denkmal geführt | 094 71003          |                | BW                     |
| Zur Wassermühle 2 (Karte)                               | Borns’sche Wassermühle | Wassermühle 1496 erstmals erwähnte oberschlächtige Wassermühle, Bausubstanz aus dem 19. Jahrhundert, um 1990 noch als technisches Denkmal mit größeren Teilen der Mühleneinrichtung geführt, wird zumindest seit 2003 nicht mehr als Denkmal geführt |                    | Baudenkmal     | Borns’sche Wassermühle |

## Legende
In den Spalten befinden sich folgende Informationen:
- Lage: Nennt den Straßennamen und wenn vorhanden die Hausnummer des Kulturdenkmals. Die Grundsortierung der Liste erfolgt nach dieser Adresse. Der Link „Karte“ führt zu verschiedenen Kartendarstellungen und nennt die geographischen Koordinaten.
Link zu einem Kartenansichtstool, um Koordinaten zu setzen. In der Kartenansicht sind Baudenkmale ohne Koordinaten mit einem roten bzw. orangen Marker dargestellt und können in der Karte gesetzt werden. Baudenkmale ohne Bild sind mit einem blauen bzw. roten Marker gekennzeichnet, Baudenkmale mit Bild mit einem grünen bzw. orangen Marker.
- Offizielle Bezeichnung: Nennt den Namen, die Bezeichnung oder zumindest die Art des Kulturdenkmals und verlinkt, soweit vorhanden, auf den Artikel zum Objekt.
- Beschreibung: Nennt bauliche und geschichtliche Einzelheiten des Kulturdenkmals, vorzugsweise die Denkmaleigenschaften.
- Erfassungsnummer: Für jedes Kulturdenkmal wird in Sachsen-Anhalt eine 20stellige Erfassungsnummer vergeben. Die letzten zwölf Ziffern werden für die Untergliederung nach Teilobjekten genutzt und werden nur angegeben, soweit vergeben. In dieser Spalte kann sich folgendes Icon  befinden, dies führt zu Angaben zu diesem Baudenkmal bei Wikidata.
- Ausweisungsart: Die Einordnung des Denkmales nach § 2 Abs. 2 DenkmSchG LSA
- Bild: Ein Bild des Denkmales, und gegebenenfalls einen Link zu weiteren Fotos des Kulturdenkmals im Medienarchiv Wikimedia Commons. Wenn man auf das Kamerasymbol klickt, können Fotos zu Kulturdenkmalen aus dieser Liste hochgeladen werden: